# جوداس پریست
جوداس پریست (به انگلیسی: Judas Priest) گروه نامدار و تأثیرگذار هوی متال انگلیسی معروف به خدایان متال است که بیش از ۵۰ میلیون نسخه از آلبوم‌هایش را تا به امروز به فروش رسانده‌است. این گروه در سال ۱۹۶۹ در بیرمنگام بنیان گذاشته شد. منتقدان بر این باورند که هوی متال متعارف و متشخص با آلبوم بریتیش استیل جوداس پریست آغاز شده‌است. جوداس پریست همچنین تنها گروه اسطوره‌ای هوی متال است که در هر سه دهه تولد و رشد و افول موسیقی متال یعنی سه دهه ۷۰ و ۸۰ و ۹۰ سه سبک کاملاً نو و پیشرو از این موسیقی را به نمایش گذاشت. این گروه یکی از بهترین خوانندگان تاریخ هوی متال یعنی راب هالفورد را در اختیار دارد.
گروه در سال‌های فعالیت‌اش تغییرات متعدد در ترکیب نفرات را تجربه کرده‌است. اعضای کنونی گروه ایان هیل (گیتار باس)، راب هالفورد (آواز)، گلن تیپتن (گیتار)، ریچی فالکونر (گیتار) و اسکات ترویس (درامز) هستند. موسیقی جوداس پریست، بارها و بارها الهام بخش گروه‌های دیگر هوی متال شده‌است. شهرت و محبوبیت آن‌ها باعث شد تا به آنان لقب خدایان متال داده شود. مجله بیلبورد آن‌ها را به عنوان دومین گروه برتر هوی متال تمام دوران‌ها اعلام کرده‌است.

## آلبوم‌ها
مقاله اصلی ترانه‌شناسی جوداس پریست
- راکا رولا (۱۹۷۴)
- بال‌های تلخ سرنوشت (۱۹۷۶)
- گناه پس از گناه (۱۹۷۷)
- طبقه آلوده (۱۹۷۸)
- ماشین کشتار (۱۹۷۸)
- شمشیر بریتانیایی (۱۹۸۰)
- نقطه آغاز (۱۹۸۱)
- خروش برای انتقام (۱۹۸۲)
- مدافعین پیمان (۱۹۸۴)
- توربو (۱۹۸۶)
- رامش کن (۱۹۸۸)
- نابودگر درد (۱۹۹۰)
- جاگولیتور (۱۹۹۷)
- ویرانی (۲۰۰۱)
- فرشته مکافات (۲۰۰۵)
- نوستراداموس (۲۰۰۸)
- احیاکننده ارواح (۲۰۱۴)
- قدرت شلیک (۲۰۱۸)